# Elaine Chao
Pour les articles homonymes, voir Chao.
Elaine Chao (chinois traditionnel : 趙小蘭 ; pinyin : Zhào Xiǎolán), née le 26 mars 1953 à Taipei (Taïwan), est une femme politique américaine d'origine taïwanaise. Membre du Parti républicain, elle est secrétaire au Travail entre 2001 et 2009 dans l'administration du président George W. Bush puis secrétaire aux Transports de 2017 à 2021 dans celle de Donald Trump.
Elle est la première femme d'origine asiatique et la première personne sino-américaine à occuper un poste dans un gouvernement fédéral américain.

## Biographie

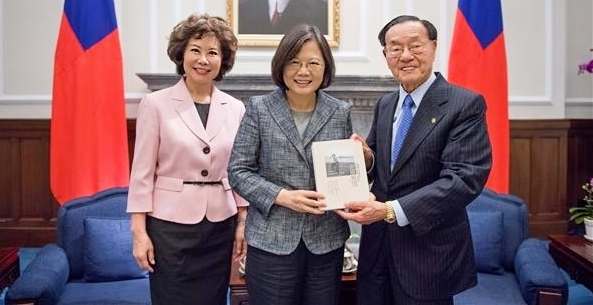
Elaine Chao et son père autour de la présidente taïwanaise Tsai Ing-wen en 2016.

Elaine Lan Chao est la fille de James S. C. Chao (chinois traditionnel : 趙錫成 ; pinyin : Zhào Xīchéng), un homme d'affaires de Shanghai, et de Ruth Mu-lan Chu (朱木蘭, Zhū Mùlán), une historienne. Elle a huit ans quand sa famille émigre aux États-Unis.
Après une scolarité à Long Island, New York, elle étudie l'économie au Collège de Mount Holyoke et reçoit un MBA de la Harvard Business School. Elle étudie également au Dartmouth College et à l'université Columbia. Elle est titulaire de 20 doctorats honoraires de collèges et universités de tout le pays.

### Carrière professionnelle
Après des débuts dans la banque, Elaine Chao est recrutée en 1983 par la Maison-Blanche pour l’Office of Policy Development.
De 1986 à 1988, elle est vice-administratrice du département maritime au sein de l'administration des transports. De 1988 à 1989, elle préside la commission fédérale maritime.
De 1991 à 1992, elle est directrice du Corps de la paix (Peace Corps), dont elle étend la présence en Europe de l'Est, dans les pays baltes et en Asie centrale.
Entre 1993 et 2001, elle préside d'abord l'organisation United Way of America puis participe au think tank conservateur Heritage Foundation.

### Carrière politique
En 1989, le président George H. W. Bush la nomme secrétaire adjointe aux Transports.

#### Secrétaire au Travail
En janvier 2001, le président George W. Bush la nomme secrétaire au Travail dans son administration ; elle est la seule membre de son cabinet à rester à la tête de son ministère durant les 8 ans de sa présidence.
À ce poste, elle tente d'imposer une nouvelle législation du travail permettant une meilleure sécurisation des fonds de retraite et une augmentation du salaire minimum mais rencontre l'obstruction des sénateurs républicains. Après deux catastrophes minières ayant tué cinq personnes, elle ordonne plus de régulation dans le secteur.

#### Secrétaire aux Transports

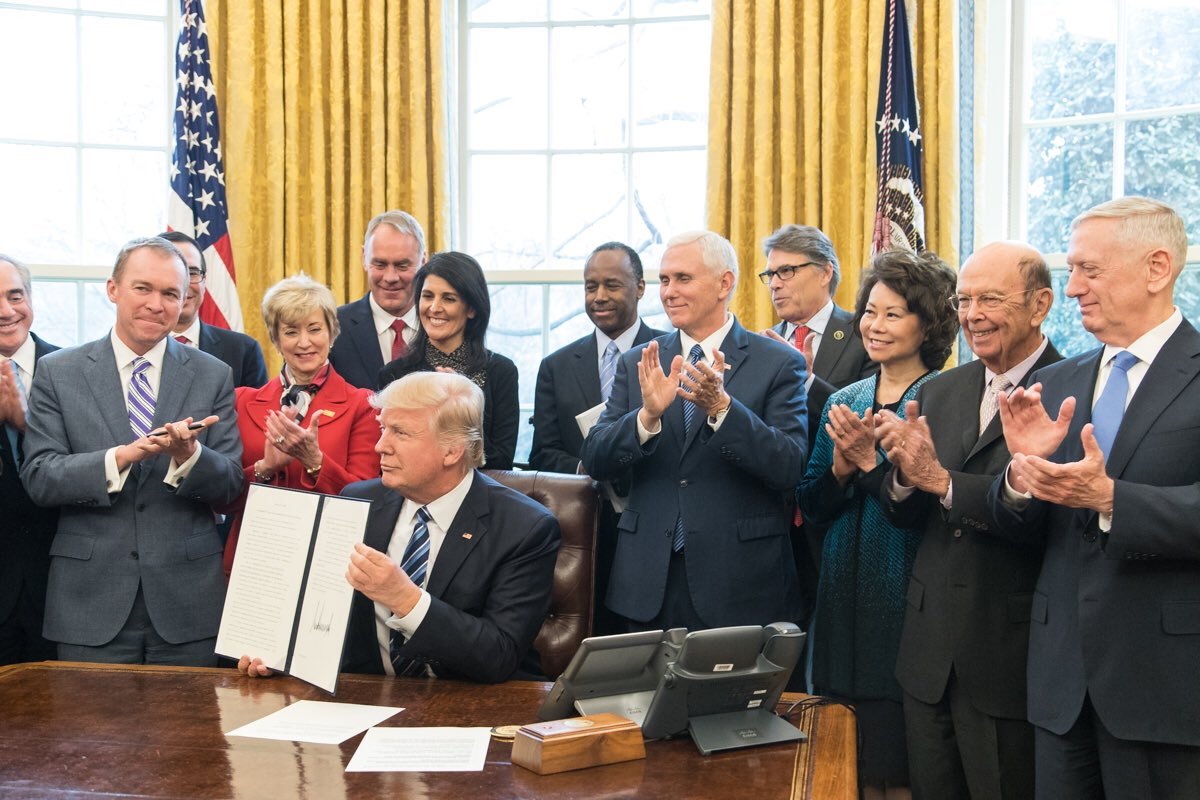
Elaine Chao avec le cabinet présidentiel en 2017.

En novembre 2016, Donald Trump la nomme secrétaire aux Transports. Elle est confirmée par le Sénat par 93 voix contre 6 et entre en fonction le 31 janvier 2017.
Le 7 janvier 2021, elle annonce sa démission à la date du 11 janvier 2021, à la suite de l'assaut du Capitole des États-Unis par des partisans de Donald Trump, mentionnant son « trouble » face à l'évènement.

### Famille
Elaine Chao est mariée au sénateur du Kentucky, Mitch McConnell.
Elle fait partie d'une fratrie de cinq sœurs :
- Hsiao-lan (小蘭) (Elaine) - Lan signifie « orchidée »
- Hsiao-mei (小美)
- Hsiao-pu (小甫)
- Hsiao-t'ing (小婷)
- An-chi (安吉)

Sa fortune s'élève à 20 millions de dollars en 2016.